# Ammospermophilus harrisii
Il citello antilope di Harris (Ammospermophilus harrisii (Audubon e Bachman, 1854)) è uno scoiattolo appartenente al genere dei citelli antilope (Ammospermophilus). È diffuso nell'Arizona meridionale, nelle aree adiacenti del Nuovo Messico e nel nord dello stato messicano di Sonora.

## Descrizione
Il citello antilope di Harris raggiunge una lunghezza testa-tronco di circa 21,6-26,7 centimetri, ai quali si aggiungono 6,7-9,2 centimetri di coda, e un peso di 113-150 grammi. Il dorso è di colore grigio-marrone, intervallato da parti rossastre e bruno-giallastre nella zona della testa e delle zampe posteriori. Sui lati del corpo c'è un'unica e distinta linea bianca sottile parallela alla colonna vertebrale. Il lato ventrale è bianco, colore che si estende lateralmente ai fianchi. La coda è da nero carbone a grigia nella parte superiore e grigia su quella inferiore; i singoli peli della coda sono bianchi e neri.

## Distribuzione e habitat
Il citello antilope di Harris è presente nell'Arizona meridionale a est del fiume Colorado, nelle aree adiacenti dell'estremo sud-ovest del Nuovo Messico - sui monti Peloncillo e vicino a Redrock - e nel nord dello stato messicano di Sonora. Non si spinge mai sopra i 1 350 metri.

## Biologia
Il citello antilope di Harris vive in vari habitat desertici e abita principalmente le aree con cactus e vegetazione arbustiva.

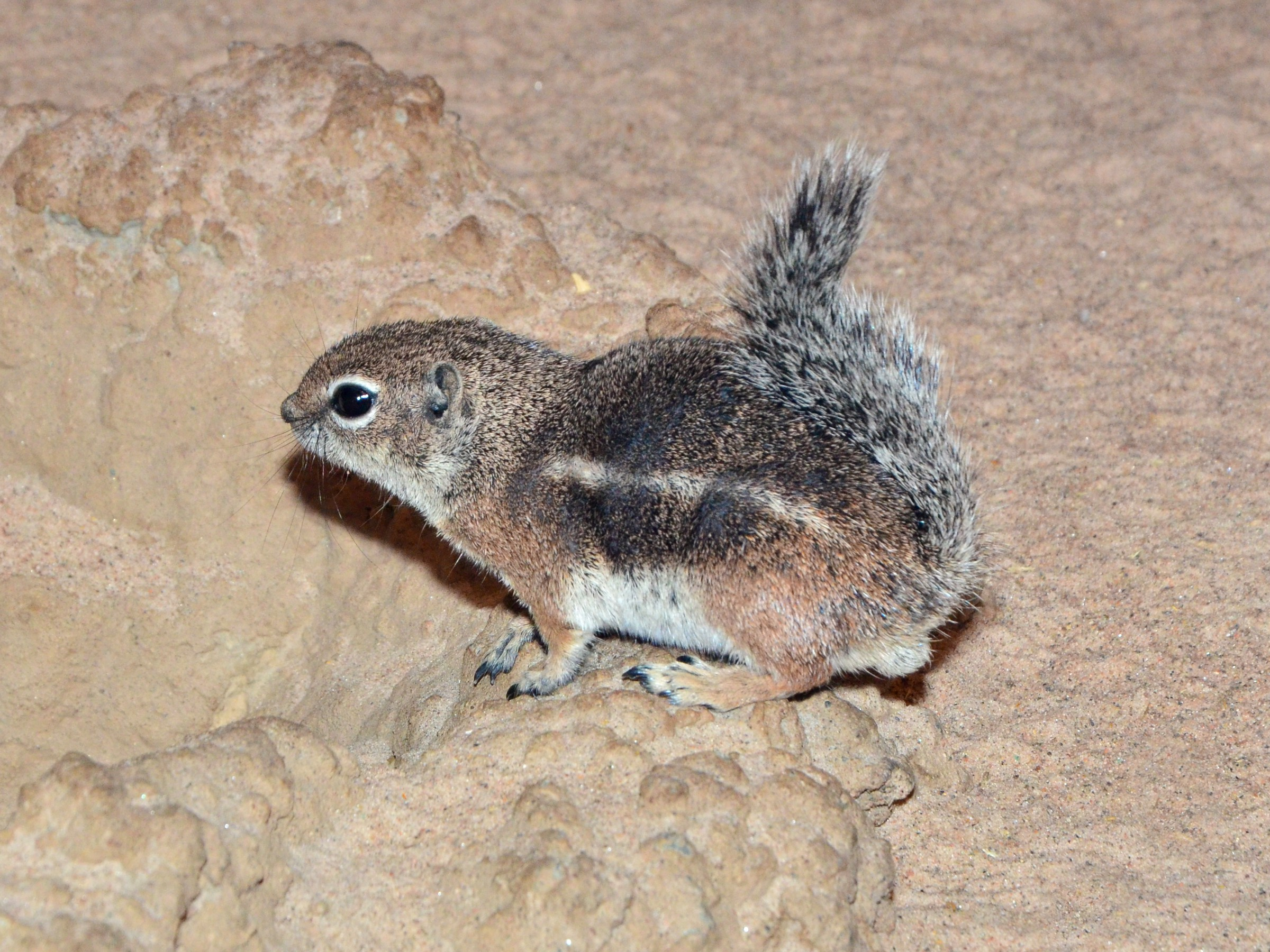
Un citello antilope di Harris.

Sono animali diurni; sono attivi tutto l'anno e non accumulano riserve di grasso. Vivono sul terreno, ma possono arrampicarsi molto bene su cactus o cumuli di macerie. Hanno una dieta onnivora: si nutrono di frutti di cactus e parti verdi delle piante, nonché di semi di piante che raccolgono nelle tasche guanciali; all'occorrenza, mangiano anche insetti. Vivono in tane poco profonde e poco appariscenti, spesso create in zone ricoperte da pietre, cactus e cespugli. I semi più grandi vengono spesso conservati nella tana. All'interno della tana, una camera viene generalmente adibita a camera nido e rivestita con materiali morbidi. Le densità di popolazione sono basse e all'interno del loro areale i citelli sono molto sparsi. Il raggio di attività di ogni esemplare è in media di circa 275 metri di distanza dalla tana, il che significa che le aree sfruttate sono piuttosto piccole. Questi animali si muovono velocemente e difficilmente rimangono fermi; mentre corrono qua e là in cerca di semi sul suolo del deserto, tengono la coda ben sollevata. Possono fermarsi solo un po' in posizioni elevate come un cactus o una collinetta. Quando si sentono minacciati, emettono un trillo lungo e monotono.
La stagione degli amori, che ha luogo una sola volta all'anno, inizia a fine dicembre e può continuare fino alla primavera. I piccoli - mediamente 6,5 per cucciolata - nascono nella tana dopo un periodo di gestazione di 30 giorni. Se le temperature sono miti, possono esservi anche due cucciolate all'anno. I giovani lasciano la tana materna per la prima volta dopo quattro o cinque settimane, dopo sette settimane sono svezzati e dopo circa 220 giorni sono completamente sviluppati.
Come altri citelli, il citello antilope di Harris è una potenziale preda per volpi, coyote, procioni, piccoli felini, uccelli rapaci e serpenti.

## Tassonomia
Il citello antilope di Harris viene classificato come specie indipendente all'interno del genere Ammospermophilus, che comprende quattro specie. La prima descrizione scientifica venne effettuata nel 1854 da John James Audubon e John Bachman, che descrissero la specie sulla base di un individuo proveniente dalla Santa Cruz Valley, nella contea di Santa Cruz, nell'area di confine con il Messico. Battezzarono così la specie in onore di Edward Harris, da cui avevano ricevuto l'esemplare. Nel 1889, Clinton Hart Merriam descrisse il citello antilope dalla coda bianca (Ammospermophilus leucurus, all'epoca noto come Tamias leucurus), fino ad allora considerato parte di questa specie. Nel 1907 la specie venne trasferita da Edgar Alexander Mearns nel genere Ammospermophilus, anch'esso istituito da Merriam nel 1862.
Ne vengono riconosciute due sottospecie, compresa la forma nominale:
- A. h. harrisii Audubon e Bachman, 1854, la forma nominale, diffusa nella parte occidentale dell'areale fino alla sponda orientale del fiume Colorado;
- A. h. saxicolus Mearns, 1896, che popola circa il 60% della parte orientale dell'areale. Rispetto alla forma nominale ha il mantello leggermente più chiaro.

## Conservazione
Il citello antilope di Harris viene classificato dall'Unione internazionale per la conservazione della natura (IUCN) come «specie a rischio minimo» (Least Concern). Tale status trae giustificazione dall'areale relativamente ampio, dalla presunta grande entità degli effettivi e dal declino relativamente basso delle popolazioni. La densità demografica negli Stati Uniti è bassa, da 0,08 a 0,36 individui per ettaro, e di solito vengono avvistati singoli individui. In Messico la specie è relativamente comune negli habitat a lei adatti.
L'uccisione involontaria mediante trappole e veleni contro gli animali nocivi è considerata la principale fonte di pericolo.